# Frontera de possibilitats de producció
La corba o frontera de possibilitats de producció descriu les diverses alternatives o combinacions de productes o béns finals que es poden produir en un determinat període amb els recursos i la tecnologia existents. És una corba que representa les diferents possibilitats de producció.
Representa un menú d'opcions al qual es pot enfrontar una economia qualsevol, però partint de la base que només es produeixen dos béns que són excloents entre si. Els punts que es donen en la seva frontera són els màxims de producció, tots els punts inclosos dins la corba són òptims però no màxims i no usen tots els treballadors que hi ha dins aquesta economia.
Una economia situada sobre la Frontera de Possibilitats de Producció (FPP) usa tots els factors dels quals disposa per a la producció de béns i serveis. Un sistema productiu és eficient quan no es pot incrementar la producció d'un bé sense disminuir la d'un altre.
La corba de possibilitats de producció il·lustra dos principis essencials:
- Els recursos escassos. La quantitat que podem produir en un determinat període amb els recursos i la tecnologia existents és limitada.
- Els costos d'oportunitat. Només podem obtenir quantitats addicionals de qualsevol bé que desitgem reduint la producció potencial d'un altre.

La CPP suposa que els recursos dels treballadors s'usen eficientment, és a dir, que s'usen bé. Ésser eficient equival a aconseguir el màxim amb els recursos que es tenen a l'abast. Equivaldria a la producció màxima o als punts de la CPP, l'eficàcia bé donada en comparar el cost que s'atribueix a cada factor usat si utilitzem més d'1 factor. En l'exemple el fet és que usem només treball i, per tant, no podem saber quin punt és més eficaç.
Un exemple clar d'ineficiència en tots els països és la taxa de desocupació, ja que és un indicador que ens mostra que no s'ha assolit l'eficiència econòmica donat que existeixen persones sense poder treballar.